# 和春技術學院
和春技術學院（英語：Fortune Institute of Technology），簡稱和春學院，是一所創立於高雄縣旗山鎮（今高雄市旗山區）的私立大專院校，成立於1989年7月5日。2006年遷校至現高雄市大寮區。教育部核定2021年8月全部停招；2022年10月教育部召開的私校退場審議會，確認和春技術學院於2023年5月10日停辦。

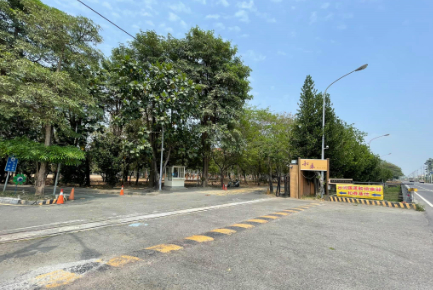
和春技術學院現今校門

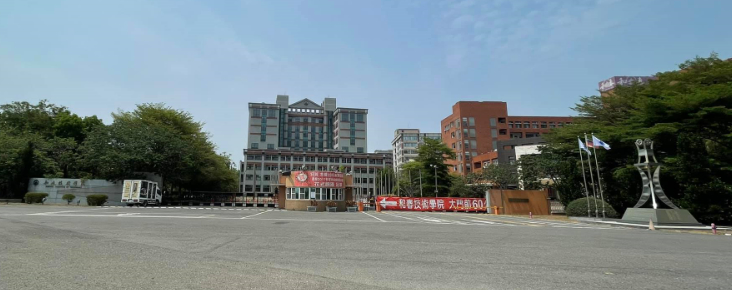
和春技術學院已廢止使用校門

## 歷史
民國78年7月5日，私立和春工業專科學校在旗美地區創校後，成為當地第一所大專院校，由當時擔任第一屆第五次增額立法委員的羅傳進博士擔任董事長。民國79年，旗山校區增設進修部(專科部)。
民國80年更名為私立和春工商專科學校。民國87年，於高雄縣大寮鄉設立大寮校區，並將進修部及進修專校移至該校區。
民國88年8月1日，升格改制為私立和春技術學院。民國95年遷校至現高雄市大寮區。
民國102年文創與設計學群改名設計學群、綠能學群改名電資學群；原商管學群之觀光與休閒事業管理系、餐飲管理系及房仲與物業管理系，獨立組成餐管學群。
民國103年，復招工業工程與管理系、電機工程系金屬材料實務專班(產業大學)改名工業工程與管理系金屬材料實務專班(產業大學)、企業管理系取消工商管理組之分組、電機工程系分設水電工程專業技術組和機電自動化組、電子工程系併入電機工程系為電子工程組、應用外語系英日語商務組拆分為英語商務組和日語商務組、設計學群復名文創與設計學群、電資學群改名工學群、餐管學群改名餐旅學群、商管學群改名文創經營管理學群；同年3月14日，向教育部申請改名「和春文創科技大學」未成，工學群改名智慧工程學群、餐旅學群改名文化民生學群。
民國104年8月18日，經教育部決議，改名科大籌備作業展延一年；文創經營管理學群復名商管學群；文化民生學群改名民生學群；智慧工程學群改名工程學群。
民國105年8月10日，經教育部決議，取消籌備科大資格；民生學群改名餐旅學群、工程學群再度復名工學群。
民國106年，停招房仲與物業管理系；經教育部查核，認定其教學品質有問題，決定做出行政處分；勒令從107學年（2018年）開始，停招資訊工程、電機工程、應用外語、企業管理、行銷流通和財務金融等六系共1045個招生名額。
民國108年，停招商品設計系(科)四技日間部、五專、二專夜間部；停招傳播藝術系(科)四技日間部、四技進修部、二專夜間部；停招多媒體設計系(科)二技日間部、四技日間部、五專。
民國109年，停招資訊管理系(科)、觀光與休閒事業管理系(科)。
民國110年4月20日，因財務持續出問題而被教育部勒令全部停招，核定招生名額0名。8月1日，和春方面提出訴願遭教育部駁回，和春須於110學年度上學期提交教學品質查核以及提報復招計畫，若教育部審查通過才能於111學年度恢復招生。6月8日，和春技術學院資管系因應嚴重特殊傳染性肺炎開發出預約APP可加速篩檢流程。
民國111年9月7日，教育部第一屆私立高級中等以上學校退場審議會召開第4次會議審議認定結果，令該校於私立高級中等以上學校退場條例施行後1年內停辦。10月4日私立高級中等以上學校退場審議會確認和春技術學院的停辦日期為民國112年5月10日、並解除和春全體董事職務，經本次會議審議同意的新任董事會成員於11月5日正式上任，校長林裕益請辭，於10月22日離任；該校僅剩的72名在校生，其中34人預計111學年畢業，剩下的38人將由教育部協助安置。

## 校長
| 校長 | 莊嘉慶（代理） |

## 教學單位
| 工學群 | 工業工程與管理系 |

| 餐旅學群 | 餐飲管理系 |

| 文創與設計學群 | 流行時尚造型設計系 |

## 行政單位
- 校長室
- 學務處
- 總務處
- 教務處
- 秘書室
- 會計室
- 軍訓室
- 技合處
- 圖書資訊處

## 交通資訊
高雄市公車
- 橘21A
  - 和春技術學院(大發校區)

公共自行車
- 高雄市公共自行車租賃系統：
  - 和春技術學院大發校區：至學路288號(舊警衛室旁)

## 校友
- 邵雨薇-演員
- 梁文音-歌手
- 陸淑美-政治人物
- 羅世雄-政治人物
- 鍾盛有-政治人物
- 蘇炎城-政治人物
- 張坤裕-政治人物
- 劉德林-政治人物
- 淑恩-政治人物
- 蔡昌達-政治人物
- 王慧玲-政治人物
- 謝貴來-政治人物
- 林婉蓉-政治人物
- 黃天煌-前高雄縣大寮鄉長
- 黃一成-中華民國總統府國家年金改革委員會委員
- 施俊守-廚師
- 梁正翰-前高雄縣高樹鄉長

## 資料來源
1. ↑  .   [2022-10-05]. （原始内容存档于2022-10-04）.
2. ↑  .   [2017-09-11]. （原始内容存档于2017-09-11）.
3. ↑  .   [2021-04-20]. （原始内容存档于2021-04-23）.
4. ↑  .   [2021-08-01]. （原始内容存档于2021-11-17）.
5. ↑  .   [2021-06-08]. （原始内容存档于2021-06-08）.
6. ↑  .   [2022-10-05]. （原始内容存档于2022-10-19）.
7. ↑  .   [2022-10-05]. （原始内容存档于2022-10-19）.

- 大專校院校務資訊公開平台（页面存档备份，存于）
- 臺灣大專院校退場